# Kang Zhanbin
Kang Zhanbin (康占斌S, Kāng ZhānbīnP; Hebei, 4 gennaio 1963) è un goista cinese che compete per la federazione goistica di Singapore.

## Biografia
Dopo aver iniziato a studiare Go a 11 anni, divenne professionista, raggiungendo il grado di 4 dan nel 1982 e di 6 dan nel 1984.
A partire dal 1993 è diventato istruttore presso la Singapore Weiqi Association, ruolo che ha mantenuto fino al 2014, anno in cui è diventato Direttore e Istruttore capo della The Go Academy di Singapore.
Nel 2023, all'età di 60 anni, ha partecipato ai XIX Giochi asiatici, sia nella competizione individuale sia in quella a squadre, con la rappresentativa di Singapore. Nella competizione individuale si è qualificato sesto al torneo preliminare, vincendo due incontri (contro un dilettante tailandese e uno di Macao) e perdendone tre (con il sudcoreano Park Jung-hwan, il cinese Ke Jie e un dilettante di Hong Kong), non qualificandosi alla fase successiva. Nella competizione a squadre, ha vinto un incontro (contro un dilettante mongolo) e ne ha persi quattro (contro il cinese Mi Yuting, il giapponese Ichiriki Ryo, il sudcoreano Shin Jin-seo e un dilettante di Hong Kong); la squadra di Singapore si è qualificata sesta nel torneo preliminare e non è passata alla fase successiva.